# Sant'Eustachio (rione de Roma)

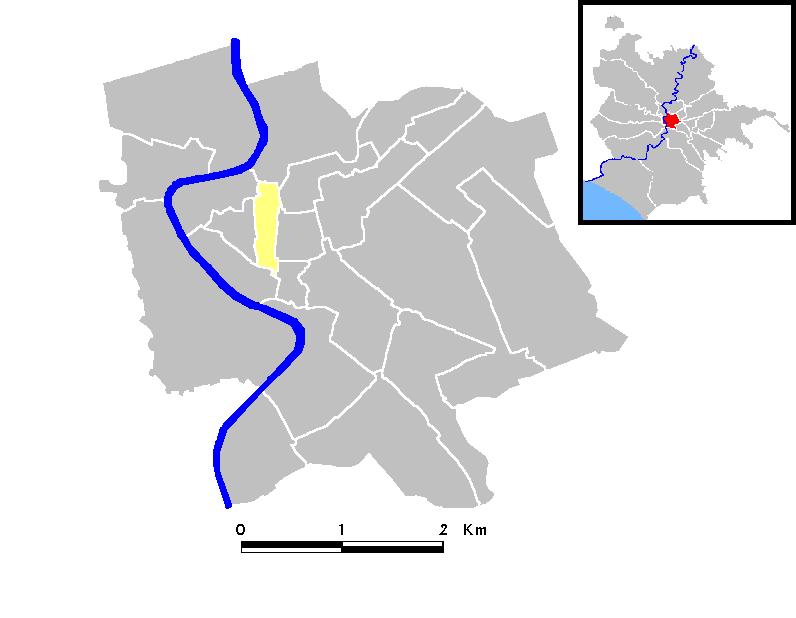
Mapa do Rione VIII - Sant'Eustachio.

Sant'Eustachio é um dos vinte e dois riones de Roma, oficialmente numerado como Rione VIII, localizado no Municipio I. Seu nome é uma referência a Santo Eustáquio, padroeiro da região e onde está sua basílica, Sant'Eustachio.

## História

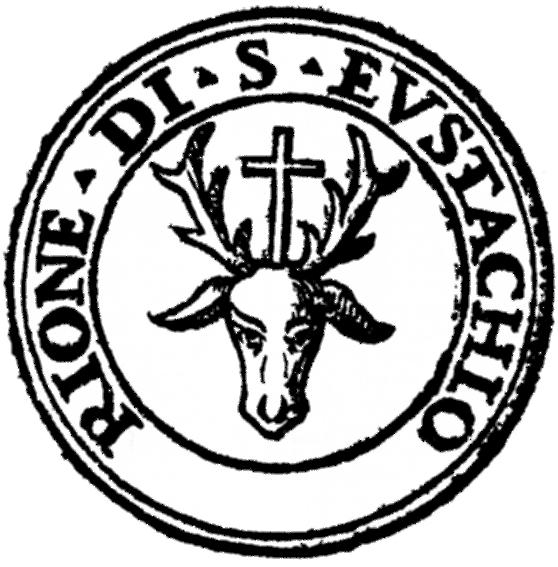
Brasão de Sant'Eustachio: cabeça de um veado (símbolo de Santo Eustáquio) e um crucifixo, dourados em fundo vermelho.

No Império Romano, a região de Sant'Eustachio era parte do Campo de Marte.

## Vias e monumentos
- Abate Luigi, uma das estátuas falantes de Roma
- Corso del Rinascimento
- Corso Vittorio Emanuele II
- Fontana dei Libri, de Pietro Lombardi
- Largo di Torre Argentina
- Piazza della Rotonda
  - Fonte da Piazza della Rotonda
- Piazza Sant'Agostino
- Via Arenula

### Antiguidades romanas
- Panteão
- Pórtico de Otávio

## Edifícios

### Palácios
- Palazzo Andosilla (Via Monterone, 79)
- Palazzo Baldassini
- Palazzo dei Beni Spagnoli
- Palazzetto del Burcardo
- Palazzo Capranica Del Grillo
- Palazzo Carpegna
- Palazzo Casali
- Palazzo Cavallerini Lazzaroni
- Palazzo Cenci Maccarani
- Palazzo Cosmus Castaneus (Via delle Coppelle, 16)
- Palazzo Crescenzi
- Palazzo Giustiniani
- Palazzo INA a Piazza della Valle
- Palazzo Lante
- Palazzo Lavaggi Pacelli
- Palazzo Madama, sede do Senado da Itália
- Palazzo Mazzetti di Pietralata
- Palazzo Melchiorri Aldobrandini
- Palazzo Nari
- Palazzo Patrizi
- Palazzo Roberti Conti Datti
- Palazzo Rondanini Aldobrandini (Piazza Rondanini)
- Palazzo San Luigi
- Palazzo della Sapienza, sede do Arquivo do Estado de Roma
- Palazzo Sinibaldi
- Palazzo degli Stabilimenti Teutonici di Santa Maria dell'Anima (Via del Monte della Farina, 19)
- Palazzetto di Tizio di Spoleto
- Palazzo Della Valle
- Palazzo Vidoni Caffarelli
- Palazzo Vipereschi Capranica del Grillo (Via Monterone, 76)

### Outros edifícios
- Archiginnasio della Sapienza
- Archivio di Stato di Roma
- Biblioteca Alessandrina
- Biblioteca Angelica
- Biblioteca e Museu Teatral de Bucardo
- Collegium Germanicum et Hungaricum
- Convento dei Agostiniani
- Convento di Santa Maria in Monterone
- Convento dei Teatini (Piazza Vidoni)
- Monastero delle Monache di Sant'Anna
- Scuola di Calzolai Germanici (Via del Monte della Farina, 30)
- Teatro Argentina
- Teatro Valle

### Igrejas
- Sant'Agostino
- Sant'Andrea della Valle
- Santi Benedetto e Scolastica all'Argentina
- San Carlo ai Catinari
- Sant'Eustachio
- Gesù Nazareno
- San Giuliano dei Fiamminghi
- Sant'Ivo alla Sapienza
- San Luigi dei Francesi
- Santa Maria dei Martiri (Panteão)
- Santa Maria in Monterone
- Santa Maria in Publicolis
- San Salvatore alle Coppelle
- Santissimo Sudario dei Piemontesi

Igrejas demolidas
- Sant'Anna dei Falegnami
- Santi Cosma e Damiano de Monte Granato
- Sant'Elena dei Credenzieri
- San Salvatore in Thermis‎

Templos não-católicos
- Chiesa evangelica battista di via del Teatro Valle